# MODCOM
O MODCOM é um instrumento de política económica Portuguesa, dirigido ao comércio de proximidade, com início em 2006, que concede apoios financeiros para viabilizar a dinamização e revitalização da actividade comercial, Portuguesa.
Enquadrado nas regras e apoios do Fundo Social Europeu, teve em 2010 a sua 5ª fase de candidatura, com apoios previstos de 20.000.000,00€.
Os impactos e importância para os beneficiários tornou este sistema muito conhecido e com elevada adesão por parte dos agentes económicos.

## Regime Legal
Na União Europeia vigora o princípio da livre concorrência. O apoio e subsídios ao tecido empresarial tem de ser enquadrado de forma a garantir a não existência de concorrência desleal.
Portanto é crucial a fundamentação da legalidade e da necessidade dos apoios da conceder. Não menos importante é a necessidade de garantir que todos os agentes económicos têm acesso à informação, e que igualmente todos podem concorrer à atribuição dos ditos apoios.
No regime legal importa também garantir a proveniência dos fundos que suportarão os encargos decorrentes da aplicação destas medidas.
A totalidade dos diplomas legais Portugueses pode ser consultada no sitio do IAPMEI, sendo de especial relevância os seguintes:
- Decreto-Lei nº 178/2004 de 27 de julho de 2004   cria o fundo de modernização do comércio;
- Decreto-Lei nº 143/2005 de 26 de agosto de 2005  altera e república o fundo de modernização do comércio;
- Portaria nº 1297/2005 de 20 de dezembro de 2005  aprova o regulamento de gestão do fundo do comércio;
- Despacho nº 26689/2005 de 27 de dezembro de 2005 aprova o MODCOM[1].

## Tipologia das Acções
Este sistema procura estimular o Comércio de proximidade, e começa por reconhecer as diferentes realidades de organização da distribuição no pequeno comércio, distinguido entre:
Autonomia de actuação no mercado - empresas cujos projectos e decisões só a elas dizem respeito.
Integração em Redes Comerciais - empresas que por estarem ou pretenderem estar ligadas a uma Rede de actuação Comercial, precisam de investir para a promoção de objectivos comuns, dotando o grupo de mais capacidade concorrencial seja via custos, seja via Marketing.
Reconhece também a necessidade de potenciar a atracção Regional, estabelecendo a possibilidade de financiar projectos de animação, dinamização e divulgação dos centros urbanos comerciais.
Estas tipologias são designadas, por:
- Acção A;
- Acção B;
- Acção C.

## Condições de acesso
As micro e pequenas empresas comerciais (CAE´s 45,46 e 47-Rev.3) podem-se candidatar ao MODCOM, que poderá apoiar os seus projectos empresariais de modernização comercial.
As condições de acesso dos promotores para a tipologia de acção A e B são:
1. Ter a situação contributiva regularizada perante o estado, a segurança social e as entidades pagadoras do incentivo;
2. Dispor, a data da candidatura , de contabilidade organizada e actualizada de acordo com a legislação aplicável;
3. Cumprir as condições necessária ao exercicío da respectiva actividade, em termos de situação regularizada no cumprimento normas ambientais aplicáveis , cadastro comercial e de licenciamento. Para prova basta comprovação da sua instrução junto de entidade competente;
4. Possuir, na altura da candidatura , uma situação económica-financeira equilibrada, rácio de autonomia financeira capitais próprios / activo liquido no minímo de 15%. As empresas novas não são obrigadas a comprovar a autonomia (aliás em princípio será de 100%)
5. Apresentar, na data de candidatura , gestão adequada a dimensão e complexidade do projecto, bem como demonstrar ter capacidade técnica e financeira para ser exequível;
6. Cumprir, na data candidatura, os critérios de micro e pequena empresa, de acordo com a recomendação nº2003/361/CE, da comissão Europeia;
7. Compromisso na data de candidatura, de ter concluído, á data de início do investimento, os projecto de natureza idêntica, para o mesmo estabelecimento, apoiados em candidaturas anteriores no âmbito do MODCOM ou do sistema de incentivos do QREN. Por base tem de ser emitida declaração a ser apresentada na candidatura e verifica-se através da primeira factura relativa ao projecto.
A existência júridica da empresa e as condições referidas nos números 1,2,3,4 e 6 terão de ser comprovadas no prazo de 40 dias úteis, após notificação da decisão de aprovação do projecto.
Relativamente as acções de tipologia C:
Acrescem todas as anteriores, excepto o ponto 4 do anterior ( questão do rácio da autonomia financeira) e o ponto 6.
Adicionalmente:
8. A entidade promotora tem de possuir pelo menos um exercício fiscal;
9. Apresentar uma situação liquida positiva no ano anterior ao da candidatura

## Critérios de avaliação de projectos
Para os tipos de Acção A  e C, o critério A é idêntico, sendo definido da seguinte forma:
```
Critério A - grau de abrangência do projecto face às rubricas de despesa definidas no campo de "despesas elegíveis", sendo calculado da seguinte forma:
```

A=((Número de rubricas abrangidas pelo projecto)/6)*100
Só são consideradas as rubricas que correspondem a pelo menos 5% do investimento elegível do projecto.
Para o tipo de Acção B, o critério A é definido da seguinte forma:
```
Critério A - grau de integração e peso dos investimentos associados às seguintes áreas relevantes para a qualidade do projecto:
```

- Nível e estabilidade das relações contratuais desenvolvidas na rede;
- Sistemas de gestão;
- Imagem comum;
- Plano de comunicação e divulgação comuns;
- Manuais de procedimentos comuns.
Pontuando-se pelos seguintes critério:
1 área - 20
2 áreas - 40
3 áreas - 60
4 áreas - 80
5 áreas - 100
Relativamente ao critério B, para o tipo de acção A, o critério é quantificado da seguinte forma:
```
Critério B - criação de postos de trabalho, sendo classificados da seguinte forma:
```

Zero postos de trabalho - 0
Um posto de trabalho - 50
Dois postos de trabalho - 65
Três postos de trabalho - 80
Quatro postos de trabalho - 100
A criação liquida de emprego é calculado da seguinte forma:
CLE=postos de trabalho existentes até ao final do ano da conclusão do projecto-maior valor de postos de trabalho existente no final dos 2últimos anos anteriores à da candidatura.
Para o tipo de Acção B:
```
Critério B - grau de abrangência do projecto, sendo calculado pela seguinte fórmula:
```

B=(Nº de rubricas abrangidas pelo projecto/7)x100
Apenas são consideradas 5% do investimento elegível do projecto.
Para o tipo de Acção C:
```
Critério B - é medido o grau de eficácia:
```

B=(1/Investimento elegível do projecto)x10^6
sendo a pontuação final a seguinte: PF=0,75A+0,25B
O critério C, só é considerado para valoração nos projectos A e B, sendo valorados da seguinte forma para o tipo de acção A:
```
Critério C - RBV (rendibilidade bruta das vendas) do ano anterior à candidatura:
```

C=((V-CMMC)/V)*100
sendo,
V - vendas de produtos e mercadorias e prestação de serviços
CMMC - custos das mercadorias e matérias consumidas
A pontuação final (PF) é calculada da seguinte forma:
PF=0,70A+0,15B+0,15C
Para o tipo de acção B:
```
Critério C - CLE (criação liquida de emprego):
```

Zero postos de trabalho - 0
Um posto de trabalho - 50
Dois postos de trabalho - 65
Três postos de trabalho - 80
Quatro postos de trabalho - 100
A criação liquida de emprego é calculado da seguinte forma:
CLE=postos de trabalho existentes até ao final do ano da conclusão do projecto-maior valor de postos de trabalho existente no final dos 2 últimos anos anteriores à da candidatura.
A PF é dada da seguinte forma: PF=0,50A+0,35B+0,15C

## Incentivos
O incentivo financeiro a conceder assume a natureza de incentivo não reembolsável, correspondente a 45% das despesas elegíveis para as empresas e a 60% das despesas elegíveis para as associações, não podendo ultrapassar o máximo de 40.000,00€ por projecto para as empresas e, 150.000,00€ para as associações, com os seguintes limites máximos por rubrica:
a) Projectos de dinamização de empresas comerciais adquiridas ou constituídas há menos de três anos por jovens empresários; 
b) Projectos individuais de pequena dimensão que visem aumentar a competitividade empresarial e simultaneamente demonstrem satisfazer adequadamente os objectivos definidos; 
c) Projectos conjuntos de modernização comercial de empresas em espaços rurais que visem, com base num plano de acção estruturado e fundamentado, o desenvolvimento de estratégias complementares de modernização num conjunto articulado de empresas comerciais em espaços rurais; 
d) Projectos individuais de pequena dimensão que visem aumentar a competitividade empresarial mediante a dinamização de empresas em comércio rural.

## Despesas Elegíveis
As despesas consideradas elegíveis para o cálculo do incentivo financeiro atribuído ao estabelecimento comercial objecto da candidaturas são as seguintes:
(1)aquisição e registo de marcas;
intervenção de técnico oficial de contas ou revisor oficial de contas;
(2)elaboração de estudos onde se incluem projectos de arquitectura, engenharia, design, bem como, diagnósticos;
(3)realização de obras necessárias à adaptação do estabelecimento ao tipo de negócio em causa, obras estas que podem ser na fachada ou no interior;
(4)aquisição de toldos e publicidade exterior;
(5)aquisição de expositores que visam a melhoria da imagem do estabelecimento, a sua identificação, (6)localização e apresentação dos produtos;
(7)aquisição de máquinas e equipamentos que sejam relevantes ao exercício da actividade comercial nas diversas áreas da empresa;

## Despesas não Elegíveis
As despesas que não são consideradas na atribuição do incentivo financeiro são as seguintes:
(1)Instalações que sejam construídas de raiz ou compra das mesmas;
(2)Compra de terrenos;
(3)Trespasses, bem como a compra de direitos de utilização de estabelecimentos;
(4)Equipamentos e outros bens que sejam usados;
(5)Veículos automóveis;
(6)Equipamentos que não estejam directamente ligados ao exercício da actividade;
(7)Verbas associadas ao projecto;
(8)Custos de promotores;
(9)O IVA (Imposto de Valor Acrescentado), com execpção do IVA que seja suportado por entidades que não são reembolsadas pela compra dos bens ou serviços.